# Đàm Thành
Đàm Thành (郯城县Nghi Nam (tiếng Trung: 沂南县, Hán Việt: Đàm Thành huyện) là một huyện thuộc địa cấp thị Lâm Nghi, tỉnh Sơn Đông, Cộng hòa Nhân dân Trung Hoa. Huyện này có diện tích 1306,58, dân số 970.000 người (2001). Huyện Đàm Thành được chia thành các đơn vị hành chính gồm 17 trấn và 6 hương.

## Dân số
| Dữ liệu khí hậu của Đàm Thành, elevation 36 m (118 ft), (1991–2020 normals) | Dữ liệu khí hậu của Đàm Thành, elevation 36 m (118 ft), (1991–2020 normals) | Dữ liệu khí hậu của Đàm Thành, elevation 36 m (118 ft), (1991–2020 normals) | Dữ liệu khí hậu của Đàm Thành, elevation 36 m (118 ft), (1991–2020 normals) | Dữ liệu khí hậu của Đàm Thành, elevation 36 m (118 ft), (1991–2020 normals) | Dữ liệu khí hậu của Đàm Thành, elevation 36 m (118 ft), (1991–2020 normals) | Dữ liệu khí hậu của Đàm Thành, elevation 36 m (118 ft), (1991–2020 normals) | Dữ liệu khí hậu của Đàm Thành, elevation 36 m (118 ft), (1991–2020 normals) | Dữ liệu khí hậu của Đàm Thành, elevation 36 m (118 ft), (1991–2020 normals) | Dữ liệu khí hậu của Đàm Thành, elevation 36 m (118 ft), (1991–2020 normals) | Dữ liệu khí hậu của Đàm Thành, elevation 36 m (118 ft), (1991–2020 normals) | Dữ liệu khí hậu của Đàm Thành, elevation 36 m (118 ft), (1991–2020 normals) | Dữ liệu khí hậu của Đàm Thành, elevation 36 m (118 ft), (1991–2020 normals) | Dữ liệu khí hậu của Đàm Thành, elevation 36 m (118 ft), (1991–2020 normals) |
| Tháng                                                                       | 1                                                                           | 2                                                                           | 3                                                                           | 4                                                                           | 5                                                                           | 6                                                                           | 7                                                                           | 8                                                                           | 9                                                                           | 10                                                                          | 11                                                                          | 12                                                                          | Năm                                                                         |
| --------------------------------------------------------------------------- | --------------------------------------------------------------------------- | --------------------------------------------------------------------------- | --------------------------------------------------------------------------- | --------------------------------------------------------------------------- | --------------------------------------------------------------------------- | --------------------------------------------------------------------------- | --------------------------------------------------------------------------- | --------------------------------------------------------------------------- | --------------------------------------------------------------------------- | --------------------------------------------------------------------------- | --------------------------------------------------------------------------- | --------------------------------------------------------------------------- | --------------------------------------------------------------------------- |
| Trung bình ngày tối đa °C (°F)                                              | 5.3 (41.5)                                                                  | 8.5 (47.3)                                                                  | 14.1 (57.4)                                                                 | 20.6 (69.1)                                                                 | 25.9 (78.6)                                                                 | 29.9 (85.8)                                                                 | 31.0 (87.8)                                                                 | 30.4 (86.7)                                                                 | 26.9 (80.4)                                                                 | 21.7 (71.1)                                                                 | 14.1 (57.4)                                                                 | 7.4 (45.3)                                                                  | 19.7 (67.4)                                                                 |
| Trung bình ngày °C (°F)                                                     | 0.2 (32.4)                                                                  | 3.0 (37.4)                                                                  | 8.1 (46.6)                                                                  | 14.5 (58.1)                                                                 | 20.1 (68.2)                                                                 | 24.4 (75.9)                                                                 | 26.8 (80.2)                                                                 | 26.1 (79.0)                                                                 | 21.7 (71.1)                                                                 | 15.8 (60.4)                                                                 | 8.7 (47.7)                                                                  | 2.2 (36.0)                                                                  | 14.3 (57.8)                                                                 |
| Tối thiểu trung bình ngày °C (°F)                                           | −3.7 (25.3)                                                                 | −1.2 (29.8)                                                                 | 3.2 (37.8)                                                                  | 9.0 (48.2)                                                                  | 14.7 (58.5)                                                                 | 19.8 (67.6)                                                                 | 23.6 (74.5)                                                                 | 22.9 (73.2)                                                                 | 17.8 (64.0)                                                                 | 11.1 (52.0)                                                                 | 4.3 (39.7)                                                                  | −1.8 (28.8)                                                                 | 10.0 (50.0)                                                                 |
| Lượng Giáng thủy trung bình mm (inches)                                     | 14.6 (0.57)                                                                 | 20.5 (0.81)                                                                 | 30.1 (1.19)                                                                 | 42.3 (1.67)                                                                 | 69.5 (2.74)                                                                 | 99.6 (3.92)                                                                 | 221.6 (8.72)                                                                | 205.5 (8.09)                                                                | 82.6 (3.25)                                                                 | 36.4 (1.43)                                                                 | 30.2 (1.19)                                                                 | 16.9 (0.67)                                                                 | 869.8 (34.25)                                                               |
| Số ngày giáng thủy trung bình (≥ 0.1 mm)                                    | 4.1                                                                         | 4.7                                                                         | 4.9                                                                         | 6.8                                                                         | 7.4                                                                         | 7.5                                                                         | 13.0                                                                        | 12.2                                                                        | 7.6                                                                         | 5.3                                                                         | 5.2                                                                         | 4.1                                                                         | 82.8                                                                        |
| Số ngày tuyết rơi trung bình                                                | 3.1                                                                         | 2.9                                                                         | 0.9                                                                         | 0.1                                                                         | 0                                                                           | 0                                                                           | 0                                                                           | 0                                                                           | 0                                                                           | 0                                                                           | 0.4                                                                         | 1.6                                                                         | 9                                                                           |
| Độ ẩm tương đối trung bình (%)                                              | 67                                                                          | 65                                                                          | 63                                                                          | 64                                                                          | 68                                                                          | 71                                                                          | 83                                                                          | 84                                                                          | 78                                                                          | 73                                                                          | 70                                                                          | 68                                                                          | 71                                                                          |
| Số giờ nắng trung bình tháng                                                | 142.2                                                                       | 145.3                                                                       | 188.7                                                                       | 212.3                                                                       | 224.3                                                                       | 189.6                                                                       | 181.5                                                                       | 182.9                                                                       | 174.7                                                                       | 172.4                                                                       | 148.1                                                                       | 148.0                                                                       | 2.110                                                                       |
| Phần trăm nắng có thể                                                       | 45                                                                          | 47                                                                          | 51                                                                          | 54                                                                          | 52                                                                          | 44                                                                          | 42                                                                          | 44                                                                          | 47                                                                          | 50                                                                          | 48                                                                          | 49                                                                          | 48                                                                          |
| Nguồn: China Meteorological Administration                                  |                                                                             |                                                                             |                                                                             |                                                                             |                                                                             |                                                                             |                                                                             |                                                                             |                                                                             |                                                                             |                                                                             |                                                                             |                                                                             |